# Jan Alfons Keustermans
Jan Alfons Keustermans (Anversa, 6 maggio 1940) è un medaglista e scultore belga.

## Biografia
Nato nel distretto di Hoboken ad Anversa, ha frequentato l'Accademia municipale di belle arti a Turnhout.

Nel 1994 ha disegnato l'effigie di re Alberto II sulla moneta da 50 franchi belgi.

Nel 1995 ha disegnato l'effigie della regina Astrid  sulla moneta da 50 franchi belgi e la moneta Unità di conto europea per i 50 anni dell'ONU.

Nel 1997 ha disegnato la moneta ECU per i 50 anni dei Trattati di Roma.

Nel 1999 ha disegnato monete euro belghe con l'effigie di re Alberto II.
| Controllo di autorità | VIAF (EN) 286562106 |